# Insolvenční zákon
Insolvenční zákon neboli zákon ze dne 30. března 2006, č. 182/2006 Sb., o úpadku a způsobech jeho řešení je český zákon, který upravuje řešení úpadku a hrozícího úpadku dlužníka soudním řízením některým ze stanovených způsobů tak, aby došlo k uspořádání majetkových vztahů k osobám dotčeným dlužníkovým úpadkem nebo hrozícím úpadkem a k co nejvyššímu a zásadně poměrnému uspokojení dlužníkových věřitelů; dále upravuje oddlužení dlužníka.
Insolvenční zákon nabyl účinnosti dnem 1. ledna 2008 a nahradil dosavadní zákon č. 328/1991 Sb., o konkursu a vyrovnání.